# Picigin

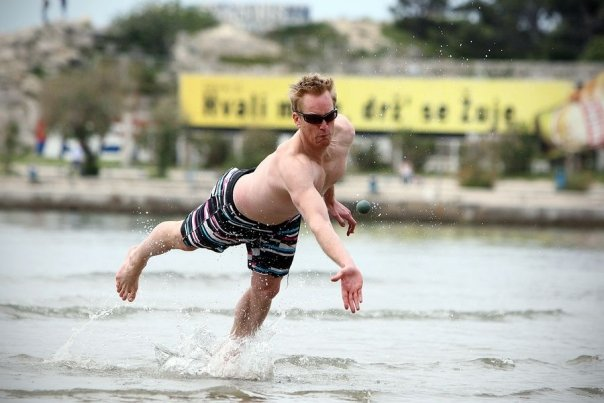
Giocatore di picigin in azione.

Il picigin (pronuncia italiana "pizzighin") è uno sport praticato principalmente in Croazia nelle spiagge della Dalmazia. Anche se oggi è praticato nelle diverse spiagge lungo tutta la costa croata, la sua spiaggia per eccellenza rimane sempre quella centrale di Spalato, Le Botticelle, in croato chiamata Bačvice (pronuncia italiana "Bac'vize"), dove questo gioco è nato, non si sa esattamente quando, ma di certo più di 100 anni fa.
Per questo gioco possono essere adatte solo le spiagge dove il mare è molto poco profondo ed ha un fondale sabbioso. Si pratica con una pallina di gomma che deve essere scambiata tra i giocatori con colpi di mano in acqua profonda 10–20 cm. Non ci sono punti o squadre, ma tutti i giocatori contribuiscono a mantenere la pallina in gioco il più a lungo possibile.
Nel 2005 è stato disputato a Spalato il primo campionato del mondo di picigin. In queste manifestazioni viene giudicata la "prestazione artistica" della squadra. Dal 2007. il gioco di picigin è messo sotto la protezione del Ministero della cultura della Repubblica Croazia in quanto "bene culturale non-materiale" e la tutela delle regole è affidata ai membri dell'Associazione ecologica "Picigin Bačvice" di Spalato.
Uno sport analogo è praticato da almeno 80 anni anche in Italia, nel comune di Lerici (SP), sotto il nome dialettale "patìna" (ossia "schiaffetto", che deriva dalla necessità di colpire la palla non con le dita, ma come schiaffeggiandola). Di recente è stata costituita l'ASD Patìna Lerici con lo scopo di promuovere il gioco, organizzare tornei e realizzare sinergie col picigin (una delegazione ha partecipato al Picigin Fest 2019).
Nel paese di San Terenzo, vicino a Lerici, questo gioco viene praticato sulle sue spiagge e prende il nome di "Baleta" (in dialetto: pallina). Tra i due paesi da anni vi è una forte competizione sul chi ha portato per primo questo gioco nel territorio.